# Cserépváralja
Cserépváralja is een plaats (község) en gemeente in het Hongaarse comitaat Borsod-Abaúj-Zemplén. Cserépváralja telt 553 inwoners (2001).

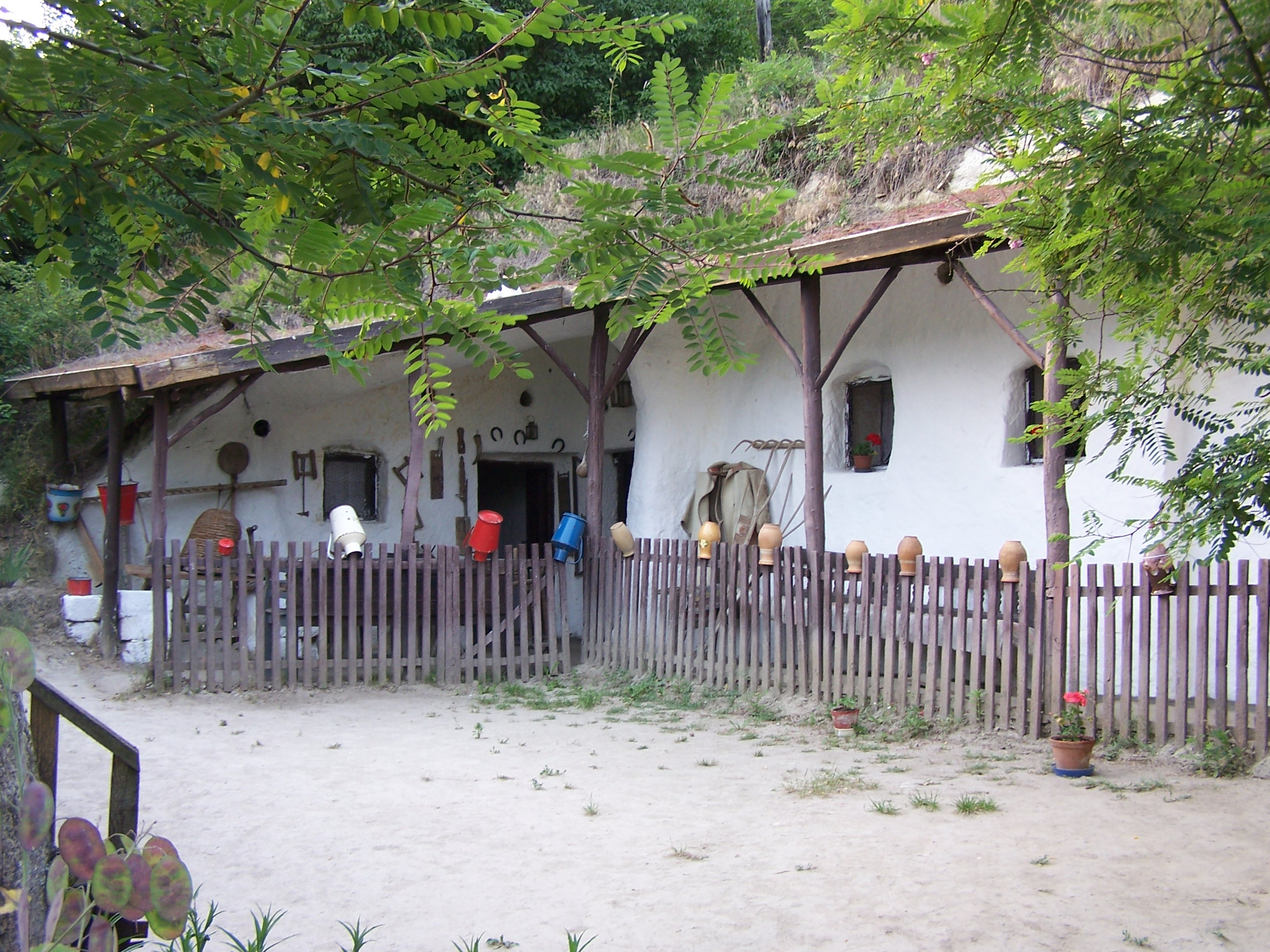
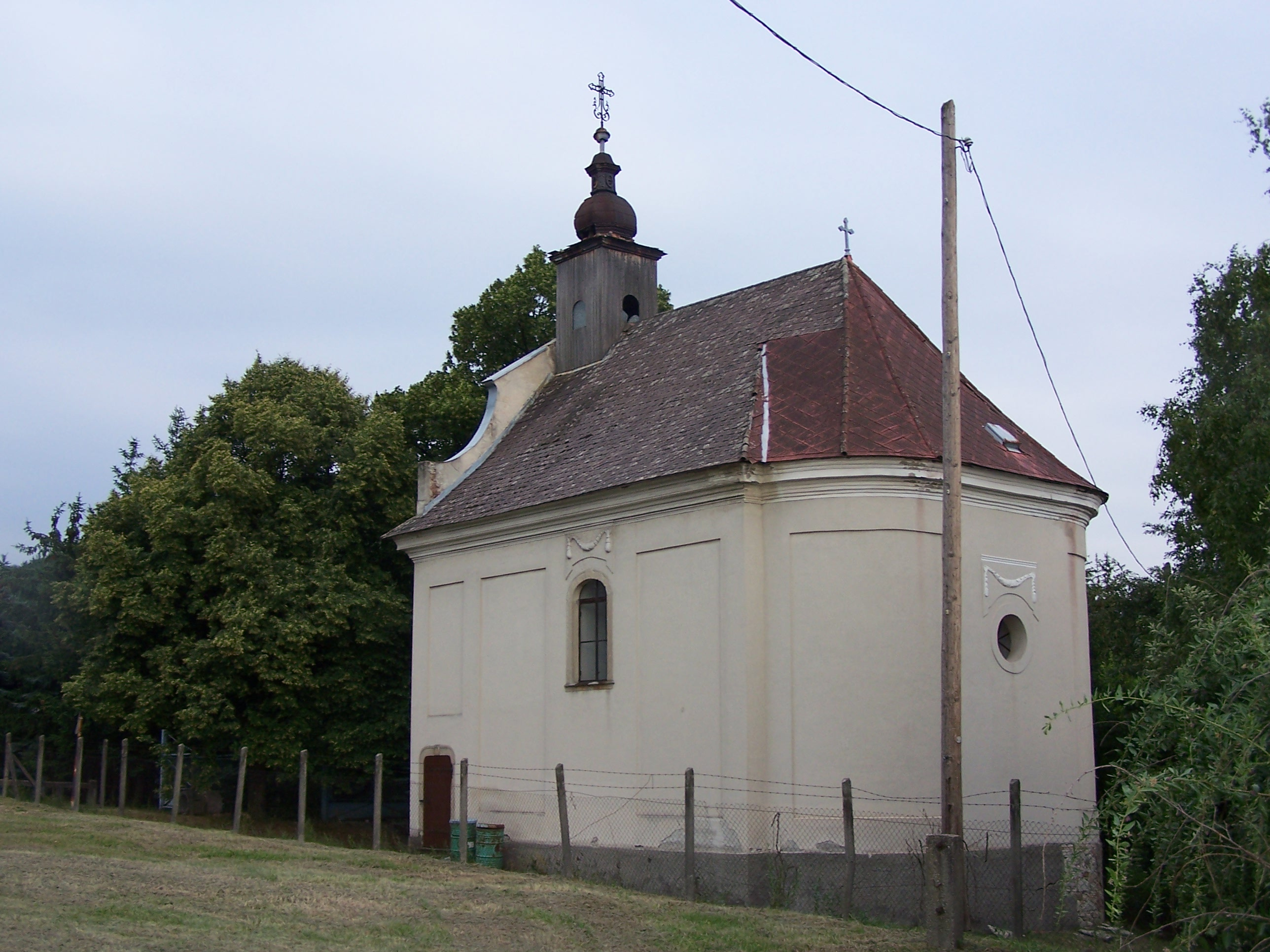